# Umhausen
Umhausen é um município da Áustria, situado no distrito de Imst, no estado do Tirol. Tem 137,31 km² de área e sua população em 2019 foi estimada em 3.271 habitantes.